# Anne du Bourg
Anne du Bourg, född 1521 i Riom, död 23 december 1559 i Paris, var en fransk kalvinist och parlamentsdomare. Han anklagades för kätteri och dömdes till hängning, och hans kropp brändes sedan på bål.